# Ноур
Ноур (перс. دریاچه نئور‎) — озеро, располагающееся в остане Ардебиль на северо-западе Ирана, около 48 км к юго-востоку от города Ардебиль в сторону Хельхаля. Расположено озеро около западных отрогов Талышского нагорья, на высоте 2485 м над уровнем моря. Поверхность озера — 560 га, глубина — примерно 5,5 м, а объём — 16,8 млн м³. Но приведённые показатели могут колебаться в зависимости от времени года и объёма воды. Вода проникает в озеро прежде всего путём 13 карстовых источников и малых горных потоков. На берегу озера Ноур расположен один населённый пункт: Даш-Болаг. Озеро является самым большим естественным пресноводным водоёмом остана Ардебиль.

## География
Ноур находится в северо-западной части Талышского нагорья, точнее в тектонической котловине, которая, подобно этой горной цепи, простирается в направлении с севера на юг. От её вершин Ноур находится на расстоянии около 5,0 км. Берега Ноура населены слабо, и единственный населённый пункт — село Даш-Болаг, находящийся на юге. На озере осуществляется спортивное рыболовство, а на его берегах либо в непосредственной близости от него расположено и шесть мест отдыха для туристов: Аббасабад, Чала-Джули, Баг-Дегол, Уджалу, Базпузлу и Курме Чу-Кур. По северному берегу озера проходит местная дорога, которая к западу, около Будалалау, соединяется с государственной автотрассой-31, а к востоку, около Хащтпара — с автотрассой-49.

## Гидрология
Ноур с гидрологической точки зрения традиционно классифицируется как часть каспийского водосборного бассейна, его собственный водосбор — 35 км². Существуют также бассейны рек Руд-е Лисара, расположенный на востоке от озера Ноур, от которого оно отделено вершинами Талышского нагорья, затем — бассейн реки Киви-Чая на юго-западе и Карасу на север-западе, с которым Ноур больше всего связан гидрологически. Руд-е Лисар непосредственно впадает в Каспийское море, а Киви-Чай также связывается с ним путем рек Кызыл-Узун и Сефид-Руд, также как и Карасу — через Аракс и Куру. Высота над уровнем моря, на которой располагается водосборный бассейн озера, изменяется от 2480 м и до 3189 м — юго-восточная гора Богру-Даг, и в нём преобладает бореальный климат, где среднегодовое количество осадков составляет 400 мм. Температура на поверхности озера изменяется от 0 °C в январе до 17,7 °C в августе, а средняя минимальная величина колеблется от 4 °C в январе до 16,8 °C в августе. Температура воздуха в этом регионе опускаются даже до −30 °C, и озеро, как правило, покрывается льдом с января по май. Ноур по термальной классификации относятся к холодным полимиктическим озёрам, а слабая термальная стратификация проявляется от декабря и до ранней весны. Количество кислорода на поверхности озера колеблется между 8,6—11,23 мг/л, а в глубине озера — 7,9—8,75 мг/л. Объём воды озера составляет 16,8 млн м³, и он в течение года флуктуирует от 1,0 до 2,0 м из-за затопления полей вокруг Хира, небольшого городка, расположенного на расстоянии 5 км к северо-западу от озера. Ноур обеспечивается водой с помощью 13 постоянных и сезонных карстовых источников, а также нескольких источников под озером. Важную роль в гидрологическом цикле играют и десять притоков, которые в него впадают с востока и юга.

## Флора и фауна
Флора вокруг озера обусловлена большою высотой над уровнем моря и бореальным климатом, а среди преобладающих видов растений надо отметить ястребинку Бузе из рода ястребинок и зизифору эльбурсскую из семейства яснотковых. Ноур — олиго-мезотрофное озеро, которое бедно питательными веществами, и в нём вырабатывается небольшое количество органики. Среди подводной фауны беспозвоночных идентифицировано 12 видов, распределенных в 3 типа, 7 классов, 10 отрядов и 10 семейств, что также означает и низкий уровень биоразнообразия. Доминирующие виды — это бокоплав озерный (49 %) и горошинка островерхушечная (43 %). Что касается рыб, то в озере преимущественно водится интродуцированный вид радужной форели, а если речь идет о птицах — то это златокрылая пеганка. Озеро не имеет большого миграционного значения для птиц, потому что много месяцев в году покрыто льдом. Всего несколько километров к востоку от Ноура располагается защищенная зона бассейна реки Руд-е-Лисар, которое находится во влажном воздухе Каспийского моря и поэтому обладает совершенно другими климатическими характеристиками. До наступления зимы всю рыбу из озера забирают, поскольку она не может выжить в местных условиях зимой, а после наступления весны снова пускают туда мальков.